# Six Jours de Vancouver
Les Six Jours de Vancouver sont une course cycliste de six jours disputée à Vancouver, au Canada. Trois éditions ont eu lieu entre 1931 et 1934.

## Palmarès
| Année | Vainqueur                          | Deuxième                         | Troisième                  |
| ----- | ---------------------------------- | -------------------------------- | -------------------------- |
| 1931  | Lew Elder Freddy Zach              | Reginald Fielding Henri Lepage   | Frank Bartell Chick Meyers |
| 1932  | Frank Elliot Xavier van Slembroeck | Fioravanti Baggio Mike DeFilippo | Harry Davies Freddy Zach   |
| 1933  | Non-disputés                       |                                  |                            |
| 1934  | Eddie Testa Cecil Yates            | Godfrey Parrott Frank Turano     | Jack McCoy Henri O'Brien   |